# Манастир Кнежина
Манастир Кнежина је манастир Српске православне цркве који се налази у селу Кнежина, 11 километара од Сокоца. Манастир је посвећен Пресветој Богородици, а сам манастирски храм светим равноапостолним цару Константину и царици Јелени.
Епископ зворничко-тузлански г. Василије је својом одлуком Е.бр. 146 од 8. априла 1989. године одлучио, а Свети архијерејски синод Српске православне Цркве својом одлуком Син. бр. 1032 од 13. априла 1989. године потврдио да дотадашњи парохијски храм Кнежинске парохије прогласи манастиром Пресвете Богородице у Кнежини - метох манастира Хиландара.
Поводом обиљежавања 600 година од Косовске битке 13. августа 1989. године одржан је у Кнежини велики народни сабор и свечано проглашено отварање новог манастира Пресвете Богородице. Том приликом свету литургију служили су епископи: будимски Данило, далматински Николај, сремски Василије и зворничко-тузлански Василије уз саслужење великог броја свештеника и ђакона Епархије зворничко-тузланске и других епархија Српске православне Цркве. Литургији и прослави присуствовало је (према неким процјенама) око 100.000 вјерника, што је незапамћено у историји ових романијских крајева. Гости су били представници римокатоличке цркве као и исламске вјерске заједнице. Посебно треба истаћи да су том приликом са Косова и Метохије дошли вјерници у преко 100 аутобуса. Том приликом у манастир су донесене честице моштију Светог цара Лазара и копија иконе Тројеручица која је трајно остала да се чува у манастиру. Први монаси овог манастира стигли су 2014. године.
Одлуком светог архијерејског сабора СПЦ од 15. односно 16. маја 2019. године манастир Кнежина прелази из епархије зворничко-тузланске у састав митрополије Дабробосанске.

## Историја
Према предању о чему свједоче темељи, пријашњи манастир је изграђен 1371. године код извора Кнежине. Градитељ манастира је био Андријаш, брат Марка Краљевића. Андријаш је тада подигао десет цркви, од чега су три биле велике, а осталих седам мањих, смјештене у оближњим селима. Једна црква се налазила на мјесту данашње, друга црква, како каже једно народно предање, је претворена у Султан Селимову џамију, док се за трећу не зна мјесто. Манастире у Кнежини су уништиле Османлије. Обнову старе цркве започео је прота Стево Тодоровић 1926. године, а обновио је у облику цркве брвнаре. Нови храм освећен је 1926. године, а за кума је изабран Перо Вуковић из Бабина. Звона за ову богомољу је приложио Нешо Јовановић. Црква је пострадала у Другом свјетском рату када су је усташе спалиле и опљачкале. Садашњи храм је саграђен 1962. године на темељима дрвене цркве. Нови храм саграђен је од камена (сиге), а градио га је неимар Неђо Максимовић из Сребренице..
У непосредној близини храма се налазе неистражени стећци, термоминерални извор Топлик, и неистражена пећина из које извире ријека Биоштица.

## Галерија
- Улаз у манастир
- Натпис са манастира Кнежина
- Средњовјековни манастир у Кнежини